# Death Magnetic
Death Magnetic deveti je studijski album američkog thrash metal sastava Metallica. Ovo je prvi album na kojem svira basist Robert Trujillo (producent Bob Rock svirao je bas-gitaru na albumu St. Anger). Producent albuma je Rick Rubin.
Death Magnetic peti je album u nizu grupe koji je odmah po izlasku dospio na prvo mjesto Billboardove top ljestvice albuma, čime je Metallica postala prva skupina kojoj je to uspjelo. U sklopu promidžbe albuma krenuo je na svjetsku turneju nazvanu World Magnetic Tour.

## Naziv
Gitarist Kirk Hammett nadahnuo je naziv albuma donijevši fotografiju preminulog pjevača Alice in Chainsa, Laynea Staleyja, u studio u kojem je Metallica snimala. "Ta je slika ondje bila vrlo dugo", rekao je Hammett. "Mislim da je prodrla u Jamesovu psihu." Pitajući se zašto bi osoba Staleyjeva talenta odlučila toliko zloupotrebljavati drogu i umrijeti tako mlada, Hetfield je počeo pisati pjesmu utemeljenu na svojim pitanjima (skladba u pitanju je "Rebel of Babylon").
Hetfield je 16. srpnja 2008. godine o nazivu albuma izjavio:
Naziv se spominje u skladbi "My Apocalypse". Prema Hammettovim riječima sastav je pri imenovanju albuma osmislio još jedan naziv, Songs of Suicide and Forgiveness ("Pjesme o samoubojstvu i oprostu"). Na koncu je od četiri radna naslova bio izabran Death Magnetic nakon što se Hetfield sastao s umjetničkom agencijom Turner Duckworth, koju je skupina unajmila da dizajnira omot albuma, i nakon što je raspravljao o pjesmama "bilo je očito da su sve povezane sa smrću, da se bave prirodom smrti, kao i strahom i privlačnošću koji ju okružuju."

## Popis pjesama
Tekstovi: James Hetfield, glazba: Hetfield, Lars Ulrich, Robert Trujillo i Kirk Hammett.
| 1.    | »That Was Just Your Life«             | 7:08 |
| 2.    | »The End of the Line«                 | 7:52 |
| 3.    | »Broken, Beat & Scarred«              | 6:25 |
| 4.    | »The Day That Never Comes«            | 7:56 |
| 5.    | »All Nightmare Long«                  | 7:57 |
| 6.    | »Cyanide«                             | 6:40 |
| 7.    | »The Unforgiven III«                  | 7:47 |
| 8.    | »The Judas Kiss«                      | 8:01 |
| 9.    | »Suicide & Redemption« (instrumental) | 9:58 |
| 10.   | »My Apocalypse«                       | 5:01 |
| 74:45 |                                       |      |

## Osoblje
Metallica
- James Hetfield — vokali, ritam gitara; klavir (The Unforgiven III), glavna gitara (Suicide & Redemption)
- Kirk Hammett — glavna gitara; prateći vokali (The End of the Line, All Nightmare Long)
- Lars Ulrich — bubnjevi, udaraljke
- Robert Trujillo — bas-gitara; prateći vokali (The End of the Line, All Nightmare Long)

## Top liste

### Album
| Top lista (2008.) | Pozicija |
| ----------------- | -------- |
| SAD Billboard 200 | 1.       |
| Kanada            | 1.       |
| Hrvatska          | 1.       |
| Italija           | 1.       |
| Španjolska        | 2.       |
| Japan             | 3.       |
| Australija        | 1.       |

### Singlovi
| Singl                      | Top lista (2008.)                    | Pozicija |
| -------------------------- | ------------------------------------ | -------- |
| "The Day That Never Comes" | Billboard Hot Mainstream Rock Tracks | 1.       |
| "The Day That Never Comes" | UK Top Ljestvica Singlova            | 19.      |
| "The Day That Never Comes" | Billboard Hot 100                    | 31.      |
| "My Apocalypse"            | Billboard Hot Mainstream Rock Tracks | 38.      |
| "My Apocalypse"            | Billboard Hot Digital Songs          | 30.      |
| "My Apocalypse"            | Billboard Hot 100                    | 67.      |
| "My Apocalypse"            | UK Top Ljestvica Singlova            | 51.      |
| "Cyanide"                  | Billboard Hot Mainstream Rock Tracks | 17.      |
| "Cyanide"                  | UK Top Ljestvica Singlova            | 48.      |
| "Cyanide"                  | Billboard Hot 100                    | 50.      |
| "The Judas Kiss"           | UK Top Ljestvica Singlova            | 79.      |

## Vanjske poveznice
- allmusic.com - Death Magnetic